# Clément Frisch
Clément Frisch (Decize, 7 gennaio 2002) è un cestista francese.

## Carriera

### Nazionale
Con la nazionale Under-19 francese ha disputato i Mondiali di categoria del 2021, conclusi al secondo posto finale.